# Åldrätt
Åldrätt är en fiskerättighet för ål. Systemet lever kvar på Ålakusten vars kustlinje är indelad i 140 åldrätter. Åldrätterna varierar i bredd, från 135 till 361 meter och sträcker sig från 180 till 270 meter ut i havet.